# Tapón corona

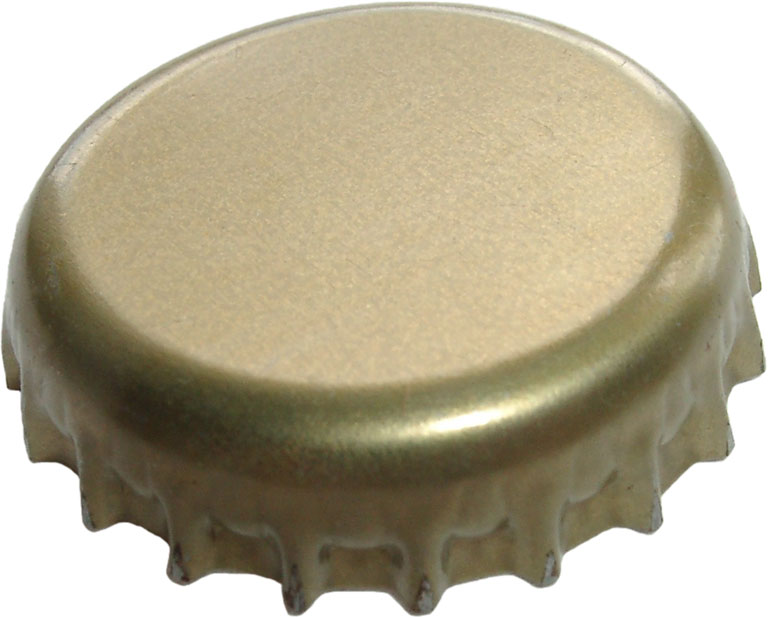
Una chapa

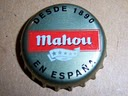
Un tapón corona de cerveza.

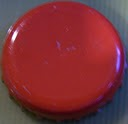
Un tapón corona genérico.

El tapón corona, también conocido popularmente en España y Sudamérica como chapa, en México como corcholata, en Panamá platillo, en Bolivia y Colombia como tapa y en Ecuador como tillo, es un complemento de botellas de vidrio o aluminio, generalmente de bebidas, que sirve para taparlas en fábrica (como por ejemplo la botella de cerveza). No puede ser reutilizado y para abrirlas el consumidor debe utilizar preferentemente un abrebotellas, aunque algunos tipos más modernos se pueden girar con la mano para abrir (twist-off corona). Fue inventado por William Painter en el año 1891.

## Descripción
A diferencia del tapón convencional, no se inserta dentro de la botella, sino que mediante máquinas especiales se ajustan exteriormente a la boca del envase. Existen fábricas repartidas por todo el mundo donde se elaboran estos tapones corona y los destinatarios son las embotelladoras de los productos: aguas minerales, cerveceras y plantas de bebidas refrescantes de todo tipo. La entrega de los tapones a las embotelladoras se hace ya con los diversos logotipos impresos, indicando la marca del producto y haciendo un diseño donde juega un papel importante la publicidad. En cambio, algunos tapones no indican marca ni tienen diseño alguno; son muy utilizados por marcas blancas y por algunas de las múltiples cerveceras artesanales existentes, con el fin de abaratar costes; son llamados tapones genéricos.[cita requerida]
El tapón corona o chapa tiene interiormente un plástico o goma (obturador) para un ajuste entre la boca de la botella y la chapa con el fin de asegurar la estanqueidad del producto. Antiguamente este material era corcho.
También se han introducido, a partir del año 2009, tapones corona con "abre fácil", consistente en incorporar una anilla al tapón y en este caso no necesitamos un abridor; son llamados RingCrown, literalmente "anillatapón".[cita requerida]

## Coleccionismo
El tapón corona es objeto de coleccionismo a nivel mundial. Los coleccionistas compran, venden e intercambian estas piezas, teniendo algunas valores espectaculares. Es muy similar al coleccionismo numismático y filatélico.[cita requerida]
En España existe el juego infantil de las chapas.
En Venezuela existe un juego predeportivo llamado "chapitas", el cual está basado en el béisbol y consiste en chocar una tapa corona lanzada con un palo de escoba simulando el acto de bateo de aquel deporte, mas a diferencia de aquél no se corren bases.